# Best Computer Games
Best Computer Games (en ruso: Лу́чшие компью́терные и́гры) fue una revista mensual rusa dedicada a los videojuegos. Se publicó como serie de libros de 1998 a 2002 y como revista de 2002 a 2011.
La revista fue fundada en la editorial Tekhnomir por el famoso periodista y guionista Andrey Lensky (seudónimo Richard Psmith), quien se convirtió en su editor en jefe. Inicialmente, se publicó como un suplemento especial de la revista Igromania, en forma de libros, y se publicó de forma irregular. Así, se publicaron 13 números. En los primeros números, solo se imprimieron manuales y tutoriales para los juegos. Desde enero de 2003 y el número 14, la revista existía como una publicación independiente y se publicaba mensualmente.
Después de la muerte de Lensky en 2010, la revista comenzó a experimentar problemas organizativos y financieros. Existió durante casi dos años más sin su fundador. En diciembre de 2011, la editorial TekhnoMir anunció la congelación de la revista por un período indefinido. El consejo de redacción volvió al estado de " Igromania ". Según el director de la editorial y último editor en jefe de la revista, Denis Davydov, la revista puede reactivarse en caso de circunstancias económicas más favorables.